# ダフィールド城

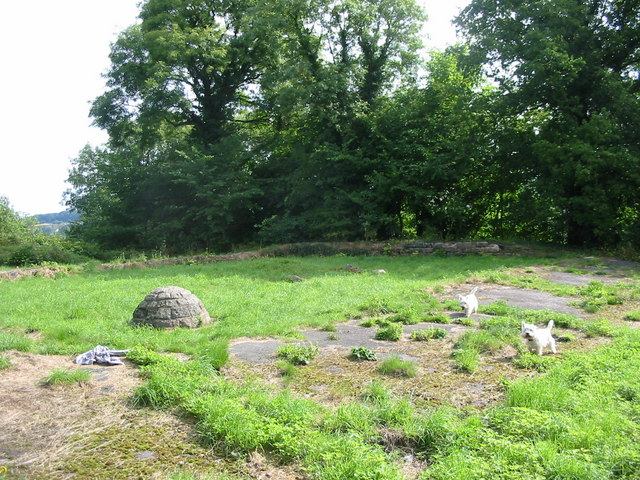
現在のダフィールド城址

ダフィールド城（ダフィールドじょう、英: Duffield Castle）は、ダービーシャーのダフィールドにあったノルマン風の城。その城址はイギリスの指定記念物とされている。
ここは岬状に川へ面した険しい岩場で、防御に適した立地となっている。ここに先史時代から人が住んでいたのか、さらには古代ローマ人が近くの渡し場を守るため駐屯していたのかについては、議論がある。リツダラム・ワークズワースから来た道案内の護衛隊は、（現在ダービーの一部である）デルベンティオのイックニールド・ストリート（北海へ向かう N 字形の道）に入る際、その渡し場を経由していた。
しかし、ここではアングロ・サクソン人のものと見られる遺物が発見されている。これらは何らかの地位にあった人々がここを領していたことを示唆している。おそらくはシワードという名のサクソン人のセイン（スコットランドの豪族）か、その一族であろう。古代ローマおよびローマ・ブリトン時代の陶器も多く見つかっており、それらにはローマ様式の瓦も含まれる。発見された遺物のいくつかはダービー博物館が保管しているが、残りは地元の教会に置かれ、多くが散逸してしまった。

## ノルマン式の城
ヘンリー・ド・フェラーズはウィリアム1世への忠勤に大いに励み、現在のダフィールド・フリスにあたるダービーシャーの領地を1066年ごろ授けられた。これは後、北はヘッジとショトル、南はタットベリーまで広がった。彼はタットベリー城を建て、主な居城とした。また領地の北側を守るため前哨基地が必要となり、ダフィールドにも城を（おそらくは木造で）建てた。
彼の三男ロバートは、1138年にスコットランドとのスタンダードの戦いで手柄を立て、ダービー伯爵に叙位された。

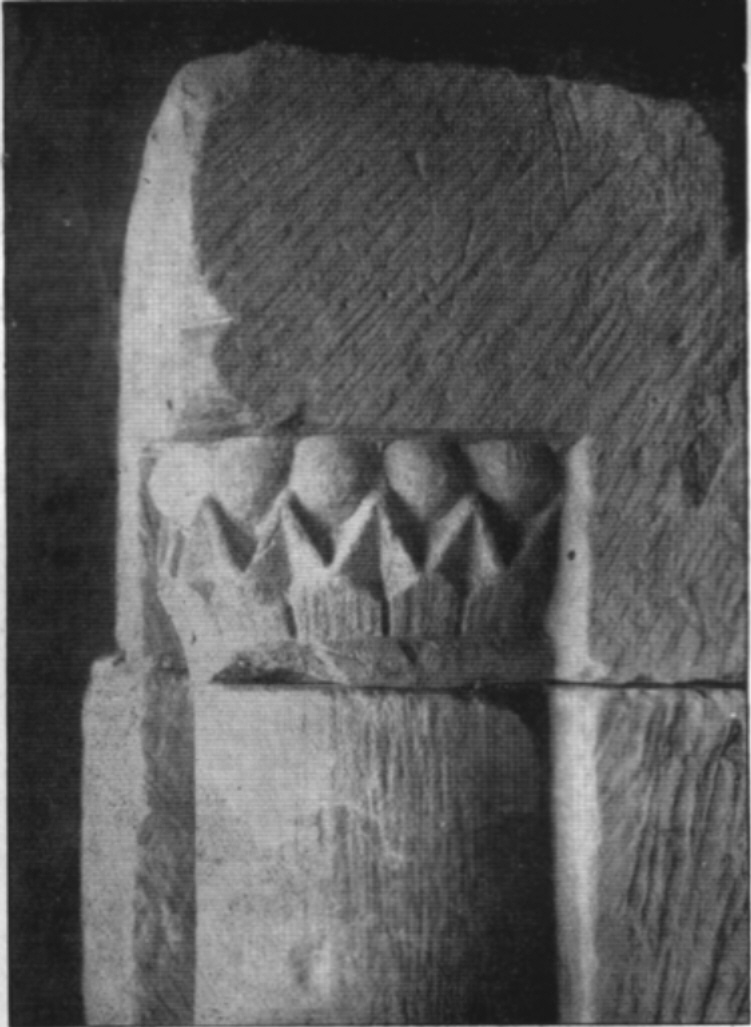
ダフィールド城にあったノルマン様式の柱頭

彼の曾孫ウィリアムは1162年に爵位を継いだ。彼はヘンリー2世の息子たちの反乱に加担し、1173年に城は2つとも破壊された。
後を継いだウィリアム2世をジョンは寵愛し、ワークズワース、アシュボーンの領地と共に伯爵領を復させた。のち、ホースレイにあるホーストン城もこれに加えた。いずれかの時点で、タットベリーとダフィールドの城が（今回は石で）再建された。次のウィリアム3世も王室と良好な関係を保った。
次代の7代目にあたるロバートはヘンリー3世に反逆し、タットベリー城は破壊された。ロバートは寛恕を受けたものの、再び反乱を起こしてチェスターフィールドの戦いに敗れ、1269年に領地を没収され、ダフィールド城も破壊された。王子のエドマンドが領地を受け継ぎ、ほどなくランカスター伯爵家を創始した。
城は文字通り、完膚なきまでに破壊された。石の多くは建材として他所へ持ち去られ、跡は次第に草生す地へ変わっていった。城があった名残は「キャッスル・オーチャード」（城の果樹園）という地名が留めている。これは現在、城の土塁の下にある同名の住宅地からヘイゼルウッド通りにかけての一帯で、1885年に再発見された。

## 発掘
ここで発掘が行なわれた際、ノルマン様式建築のモット・アンド・ベーリーで造られた城が発見された。その上には一個の岩が乗せられていたが、特筆すべきはその巨大さで、およそ長さ30メートル、幅29メートルあり、ロンドン塔のホワイト・タワーよりわずかに小さいに過ぎない。

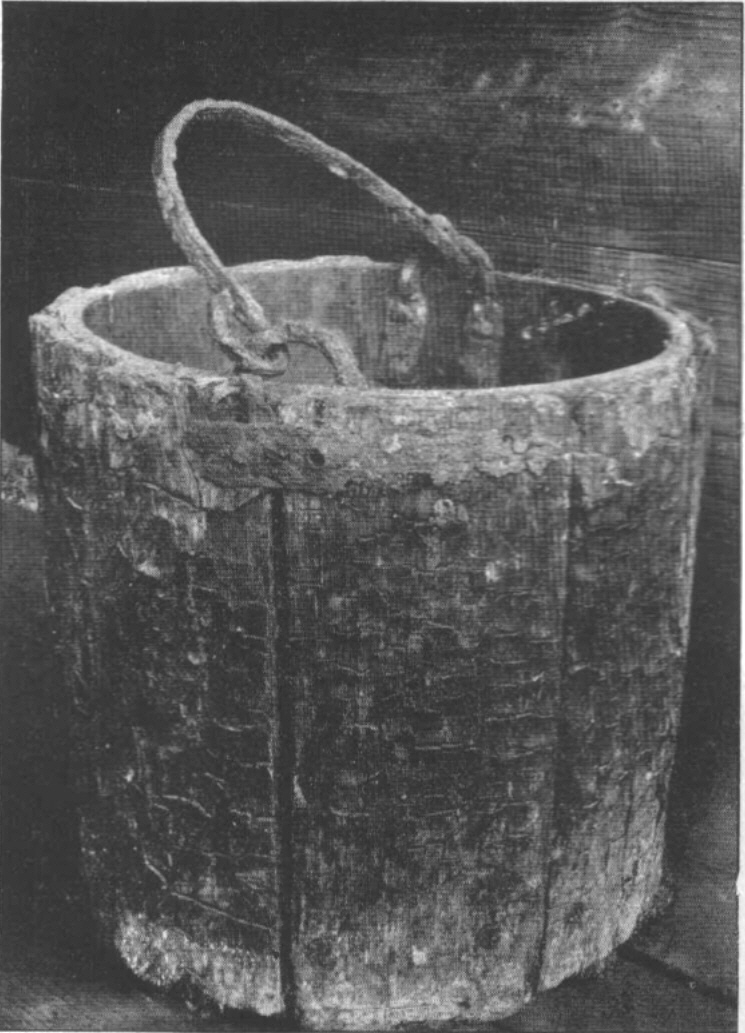
ダフィールド城の井戸から見つかった桶。現在はダービー博物館所蔵。

地面は土台がよく分かるよう保存され、1899年にナショナル・トラストへ譲渡された。これは考古学的記念物としては最も初期のものの一つである。長年にわたり維持管理は教区会が担っていたが、最近はまたナショナル・トラストが行なうようになった。
1930年代と1957年に追加調査が行なわれた際、中世の遺物は殆ど見つからなかったが、ノルマン人が訪れる前よりこの地に人が住んでいたことが、ローマ・ブリトン時代の遺物から確証された。
2001年にブラッドフォード大学はここで地球物理学的調査を行ない、南および東南へはしる構造物を発見し、それらは同時代のものと考えられた。ナショナル・トラストは追加調査を行なうために必要な基金の設立を現在検討している。